# Legoland California
Pour les articles homonymes, voir Legoland.
Legoland California, situé à Carlsbad en Californie, est le quatrième parc Legoland au monde. C'est le premier parc du genre en dehors d'Europe. Il ouvre le 20 mars 1999.

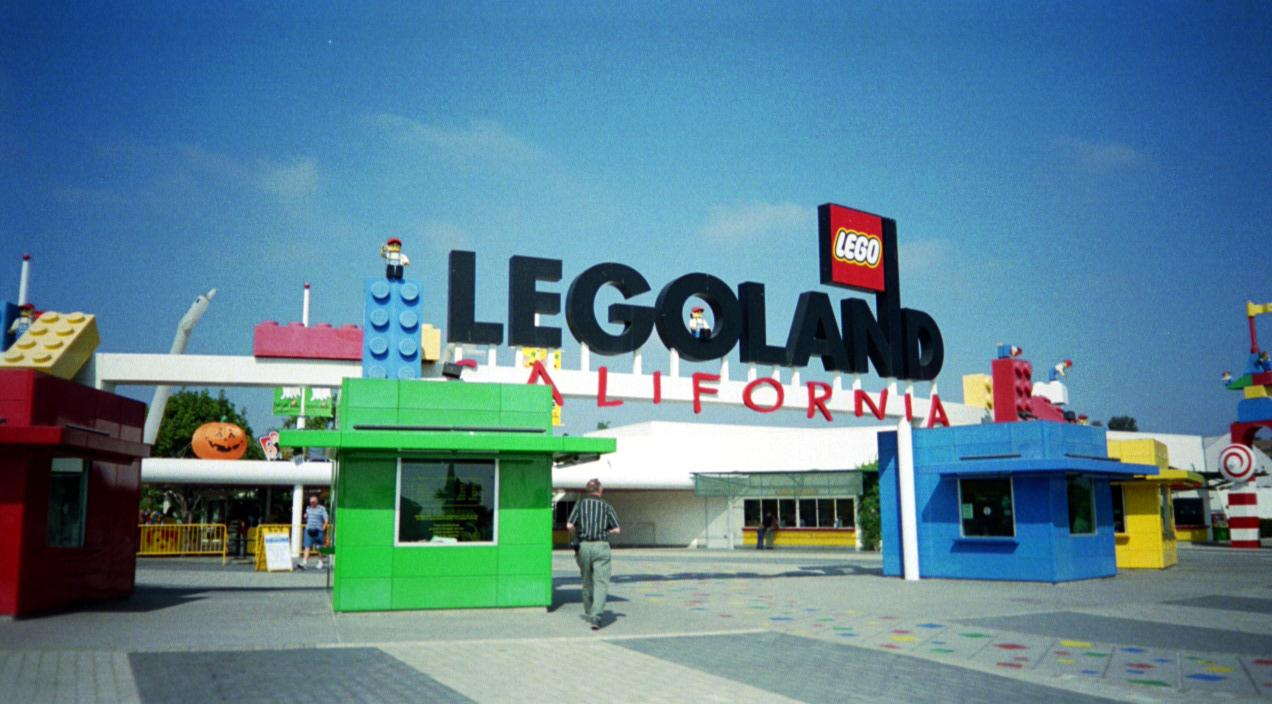
Entrée du parc

Il reçoit plusieurs Theme Park Insider Awards dans la catégorie « Meilleur parc d'attractions pour enfants » en 2003, 2004 et 2005.
En 2005, le parc ouvre une exclusivité aux États-Unis, le RoboCoaster. Conçu par la société allemande KUKA, Knights' Tournament est composé de six bras articulés en fonte d'aluminium de 4,5 mètres et de 2,5 tonnes.
En 2008, le complexe investit 20 000 000 $ (13 600 000 €) dans Land of Adventure, une nouvelle zone thématique et un aquarium Sea Life.
2009, année anniversaire du parc qui fêtait ses dix ans, fut la meilleure année quant à la fréquentation avec une hausse de 6 % par rapport à 2008.
Les récents Water Park et Sea Life Aquarium s'inscrivent dans une stratégie de développement pour que Legoland California devienne une véritable destination de vacances, où l'on peut rester plusieurs jours. Legoland prévoit aussi de construire un hôtel de 250 chambres.

## Le parc d'attractions
Le parc destiné aux familles avec enfants de 2 à 12 ans est divisé en huit zones.
- The Beginning : Composée de boutiques et de restaurants.
- Dino Island : Cette zone ouverte en 2004 possède un circuit de montagnes russes en métal junior nommé Coastersaurus.
- Fun Town
- Castle Hill : La zone comprend un château médiéval fait en legos et les montagnes russes The Dragon.
- Miniland USA : Cette zone présente des reproductions miniature en lego de villes des États-Unis à l’échelle 1:20e, dont New York, Washington, San Francisco, La Nouvelle-Orléans, Las Vegas, etc.
- The Imagination Zone
- Pirates Shores : La zone du parc sur le thème des pirates ouvre en 2006.
- Duplo Village
- Land of Adventure : Le 6 novembre 2007, le parc annonça cette nouvelle section sur le thème Égyptien qui ouvrit en mars 2008.

## Attractions

### Montagnes russes
| Nom                  | Type                           | Constructeur | Zone             | Année |
| -------------------- | ------------------------------ | ------------ | ---------------- | ----- |
| Coastersaurus        | Montagnes russes junior        | Gerstlauer   | Dino Island      | 2004  |
| Lego Technic Coaster | Wild Mouse                     | Mack Rides   | Imagination Zone | 2001  |
| The Dragon           | Junior / Vekoma Junior Coaster | Vekoma       | Castle Hill      | 1999  |

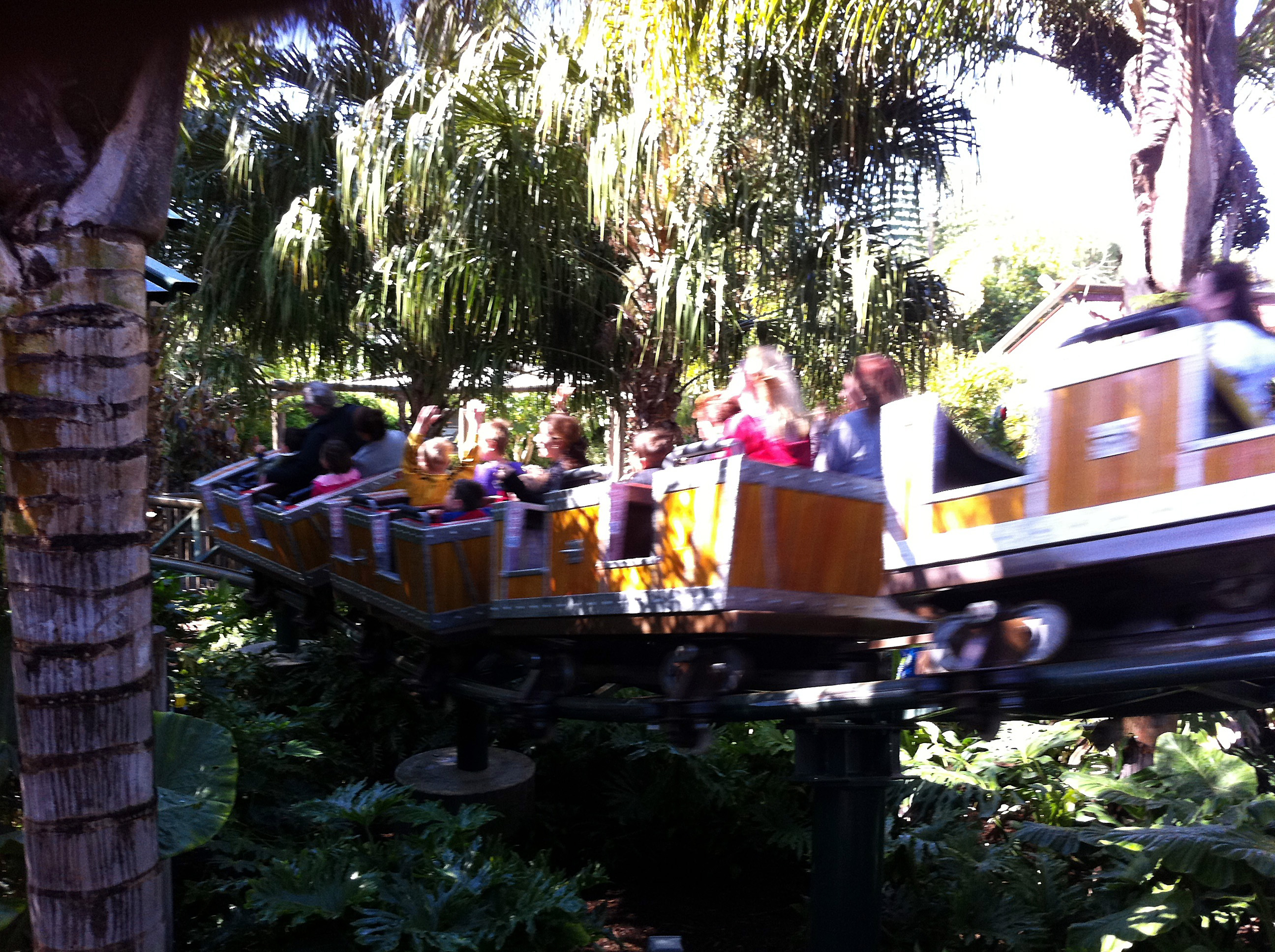
Coastersaurus
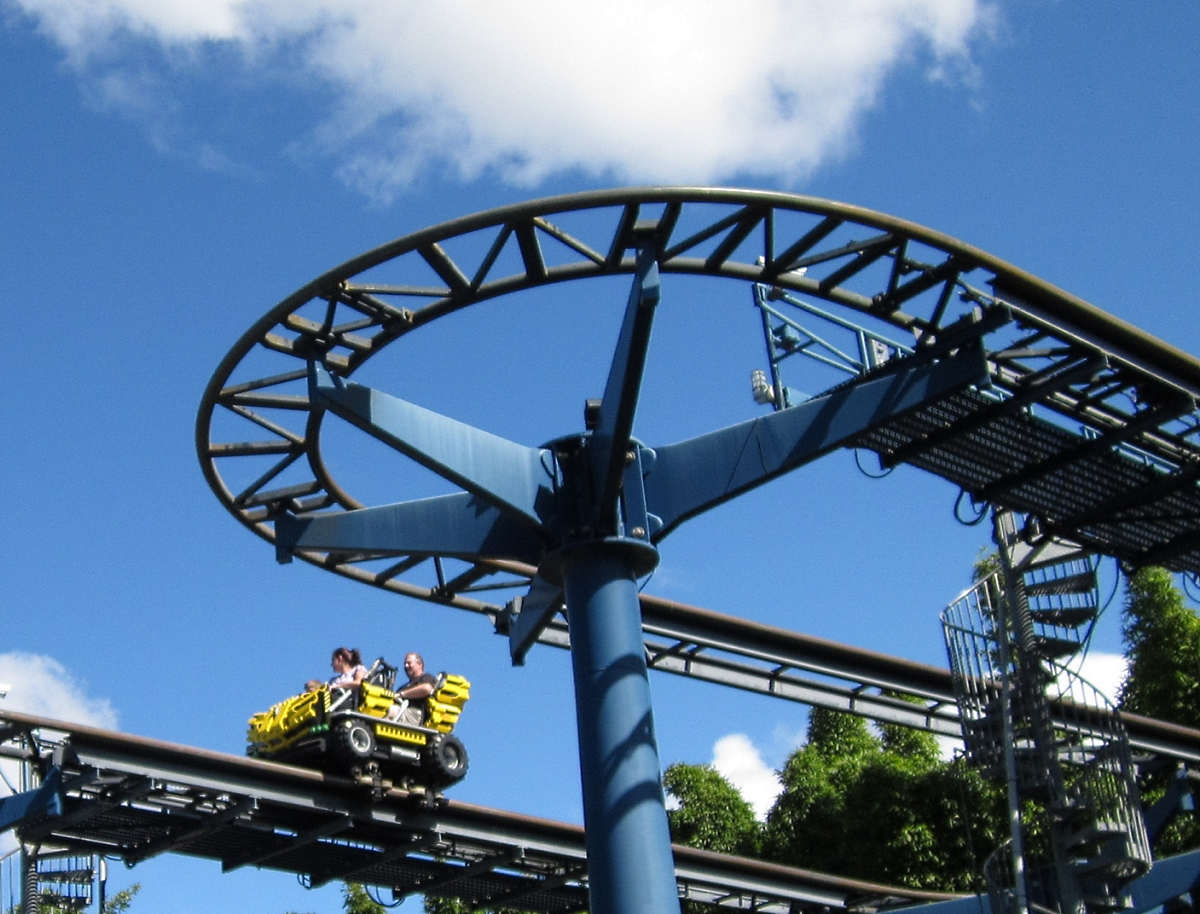
Lego Technic Coaster
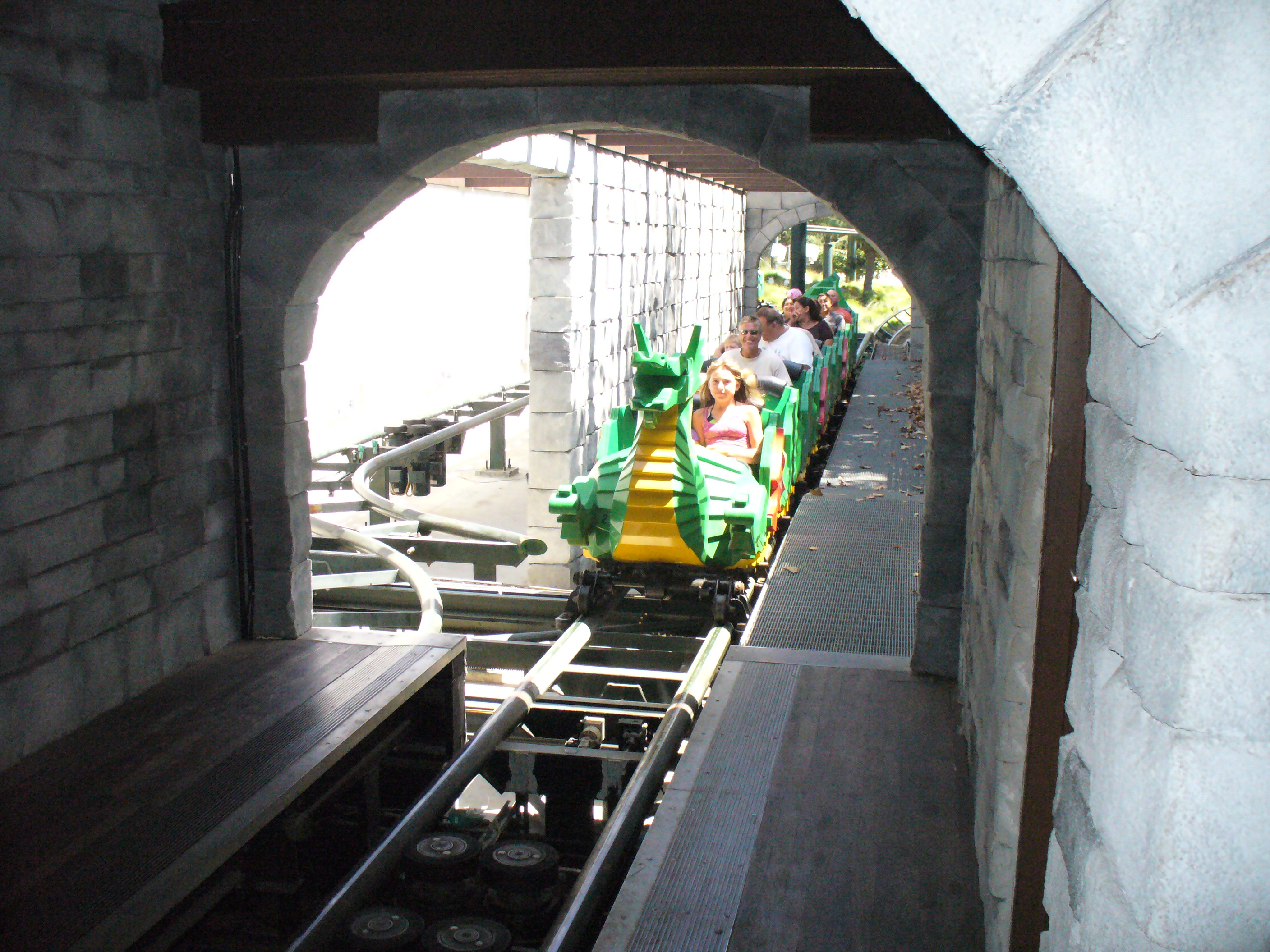
The Dragon

### Attractions aquatiques
| Nom                  | Type                | Constructeur  | Zone             | Année |
| -------------------- | ------------------- | ------------- | ---------------- | ----- |
| Aquazone Wave Racers | Jet Skis            | Zierer        | Imagination Zone | 1999  |
| Coast Cruise         | Promenade en bateau |               | Miniland USA     | 1999  |
| Fairy Tale Brook     | Promenade en bateau |               | Duplo Village    | 1999  |
| Pirate Reef          | Shoot the Chute     | Hopkins Rides | Pirates Shores   | 2012  |
| Skipper School       | Bateaux à moteur    |               | Fun Town         |       |
| Splash Battle        | Splash Battle       | 3DBA/Preston  | Pirates Shores   | 2006  |
| Treasure Falls       | Bûches              |               | Pirates Shores   | 2006  |

### Parcours scéniques
| Nom                    | Type                         | Constructeur      | Zone              | Année |
| ---------------------- | ---------------------------- | ----------------- | ----------------- | ----- |
| Adventurer's Club      | Walkthrough                  |                   | Fun Town          |       |
| Lost Kingdom Adventure | Parcours scénique interactif | Sally Corporation | Land of Adventure | 2008  |

### Autres attractions
| Nom                        | Type                   | Constructeur     | Zone              | Année |
| -------------------------- | ---------------------- | ---------------- | ----------------- | ----- |
| Beetle Bounce              | Tour de chute junior   | S&S Worldwide    | Land of Adventure | 2008  |
| Bionicle Blaster           | Tasses                 |                  | Imagination Zone  | 2003  |
| Captain Cranky's Challenge | Rockin' Tug            | Zamperla         | Pirates Shores    | 2007  |
| Cargo Ace                  | Air Force              | Zamperla         | Land of Adventure | 2008  |
| Fun Town Fire Academy      | Fire Brigade           | Metallbau Emmeln | Fun Town          |       |
| Kid Power Towers           | Tower                  | Heege            | Fun Town          |       |
| Knights' Tournament        | Robocoaster            | KUKA             | Castle Hill       | 2005  |
| Pharaoh's Revenge          | Aire de jeux           | Prime Play       | Land of Adventure | 2008  |
| Safari Trek                | Circuit automobile     |                  | Duplo Village     |       |
| Sky Cruiser                | Monorail               | Premier Rides    | Fun Town          | 1999  |
| Soak~N~Sail                | Aire de jeux aquatique |                  | Pirates Shores    | 2006  |
| The Royal Joust            | Chevaux Galopants      | Metallbau Emmeln | Castle Hill       |       |
| Volvo Driving School       | École de conduite      |                  | Fun Town          |       |

## Sea Life Aquarium
Un des très nombreux Sea Life Centres a ouvert ses portes à côté de Legoland California le 11 août 2008. Ce tout premier aquarium Sea Life des États-Unis comprend 72 modèles Lego. L'aquarium de 3 345 m² sur deux étages comprend quatorze salles à thèmes, des éléments éducatifs et interactifs ainsi qu'un tunnel de dix mètres de long où le visiteur pourra découvrir la cité perdue d'Atlantis. Une zone de découverte interactive sensibilise les plus jeunes à l'environnement car ceux-ci y construisent leurs propres récifs de coraux en Lego.
Le Sea Life Aquarium du Legoland California Resort est le 29e Sea Life situé dans le 12e pays d'implantation de la franchise.
« Ce qui distingue cet aquarium des autres est le fait qu'il est entièrement adapté aux enfants de 2 à 12 ans et a plus d'éléments Lego qu'aucun autre aquarium » a déclaré le PDG de Legoland California Resort, John Jakobsen.

## Legoland Water Park
D'une superficie de 2,2 hectares, le premier parc aquatique Lego ouvre ses portes le 28 mai 2010 dans le Legoland California Resort. Il comprend une zone avec Lazy River et possibilité de construire son propre raft de six places avec des bouées-briques Lego, une zone enfants avec un château Lego, une zone pour bébés avec des animaux en Lego, trois toboggans individuels et plusieurs aires de jeux. Bill Vollbrecht, le concepteur du Water Park, annonce que ce concept devrait être étendu à d'autres parcs dans le monde. Pour accéder à ce Water Park, le visiteur dépense 10 $ en supplément du prix d'entrée à Legoland, ce qui donne droit également à la visite du Sea Life, qui est aussi accessible indépendamment. Le parc aquatique et le nouveau film de 2010 représentent un investissement de 15 000 000 $ et entraînent la création d'une centaine d'emplois.
LEGOLAND Water Park est lauréat du prix 2011 de World Waterpark Association Industry Innovation.